# Fernmeldeturm Eisenberg
Etwa 320 m westsüdwestlich des Borgmannturms steht auf dem Eisenberg auf etwa 605 m Höhe ein 115 m hoher Fernmeldeturm der Deutschen Telekom AG, der in Stahlbetonbauweise als Typenturm FMT 5 errichtet wurde.
Dieser Turm dient neben dem Richtfunk und dem nichtöffentlichen Landfunk auch zur Versorgung der Region Osthessen mit dem Programm von Planet Radio. Von November 1989 bis zum 19. Dezember 2005 um 07:00 Uhr wurde die Frequenz 100,3 von Hit Radio FFH genutzt. Die 100,3 wurde zunächst über eine provisorische Sendeanlage mit einer Leistung von 10 kW gesendet. Die Programmzuführung erfolgte mittels Ballempfang vom Sender Rhön mit dem FFH-Regionalfenster Fulda.

## Frequenzen und Programme

### Analoges Radio (UKW)
Beim Antennendiagramm sind im Falle gerichteter Strahlung die Hauptstrahlrichtungen in Grad angegeben.
| Frequenz (MHz) | Programm     | RDS PS   | RDS PI | Regionalisierung | ERP (kW) | Antennen- diagramm rund (ND) / gerichtet (D) | Polarisation horizontal (H) / vertikal (V) |
| -------------- | ------------ | -------- | ------ | ---------------- | -------- | -------------------------------------------- | ------------------------------------------ |
| 100,3          | Planet Radio | _planet_ | D369   | –                | 50       | ND                                           | H                                          |